# Parataenius martinezi
Parataenius martinezi är en skalbaggsart som beskrevs av Zdzisława Stebnicka och Paul E.Skelley 2009. Parataenius martinezi ingår i släktet Parataenius och familjen Aphodiidae. Inga underarter finns listade i Catalogue of Life.